# Марцел I
Марцел I е римски папа от 308 г. до 309 г.
Според Liberian Catalogue той е епоскоп на Рим 1 година, 6 месеца и 20 дни.
Според Хронография от 354 г. паметта му се почита на 16 януари. Обявен е от католическата църква за светец.